# حصار قلعة برزية
وقع حصار قلعة بُرزية في أغسطس 1188، عندما حاصر الأيوبيون بقيادة صلاح الدين قلعة بُرزية التي تتبع إمارة أنطاكية واستولوا عليها.

## الحصار
نقل صلاح الدين جيشه جنوباً إلى قلعة بُرزية الواقعة على قمة ارتفاعها 320 م فوق بطن وادي العاصي بعد أن استولى على قلعتي بكاس والشغور، وهي قلعة بيزنطية بارزة احتلها الصليبيون. وصل صلاح الدين إلى القلعة في 20 أغسطس، وعسكر الجزء الأكبر من جيشه على ضفاف نهر العاصي، وفي اليوم التالي بدأ باستطلاع المنطقة. ثم بدأ بتحريك قوته الهجومية الثانوية ومجانيقه إلى هضبة على مرتفع بين القلعة والتلال إلى الغرب.
وبحسب بهاء الدين بن شداد فإن الأيوبيين حاصروا القلعة وبدأوا في رميها بالمجانيق ليلاً ونهاراً دون توقف، ويذكر عماد الدين الكاتب أن الرمي كان بلا طائل، مما اضطر صلاح الدين للجوء إلى الهجمات المباشرة. بعد يومين، ذكر ابن الأثير أنه كان هناك موقع دفاعي سمح لبعض رماة المجانيق بالوصول إلى القلعة، لكن الإجراءات الدفاعية أجبرت المجانيق على التوقف عن العمل في 22 أغسطس.
بدأ صلاح الدين الأيوبي بتقسيم عناصر قوته الهجومية إلى ثلاث فرق تقاتل كل منها لفترة معينة ثم تستريح وذلك في 23 أغسطس، قاد عماد الدين زنكي بن مودود بن زنكي صاحب سنجار الفرقة الأولى في المناوبة، حوالي منتصف النهار، لكن نجح الصليبيون في صدها. هاجمت الموجة الأولى بالسهام والحجارة، وتسلقت الموجة الثانية، مدعومة بعناصر الموجة الثالثة والأولى، الجانب الغربي من الأسوار، مما أجبر الصليبيين على التراجع واللجوء إلى القلعة، وشقت وحدات من الجيش الأيوبي، كانت لا تزال تعسكر بالقرب من نهر العاصي، طريقها إلى المنحدر الشرقي شديد الانحدار وتمكنت من تسلق الأسوار الشرقية التي كانت خالية من المدافعين، فاستسلمت الحامية الصليبية داخل القلعة.
عفى صلاح الدين عن صاحب قلعة برزية، الذي كان متزوجاً من أخت سيبيل (زوجة بوهمند الثالث أمير أنطاكية)، وسمح له بالذهاب بحرية مع زوجته وأطفاله اعترافاً بالدين الذي يدين به لزوجته وكانت زوجة صاحب برزية تراسل صلاح الدين بالأخبار المؤثرة.

## التداعيات
زحف صلاح الدين الأيوبي بعد فترة وجيزة من هذا الانتصار، على حصون فرسان الهيكل في دربساك [الإنجليزية] وباغراس ونجح في الاستيلاء عليهما في سبتمبر. ثم استولى على صفد.